# Pelle Svanslös (film)
Pelle Svanslös is een Zweedse animatiefilm van Jan Gissberg uit 1981. De film is gebaseerd op de kinderboeken Pelle Svanslös på äventyr en Pelle Svanslös på nya äventyr van Gösta Knutsson.
De film werd uitgebracht door Team Film, het filmbedrijf van Stig Lasseby dat in de jaren 70 was begonnen met animatieseries voor kinderen. De film Pelle Svanslös wordt beschouwd als een hoogtepunt in de producties van Team Film. Vanwege de humor en de kwalitatief goede animaties kreeg de film goede kritieken.
In 1983 kreeg de film een prijs op een filmfestival in Manilla.
Het verhaal gaat over de boerderijkat Pelle Svanslös ('Pelle Staartloos') die door een hevige storm in de grote stad Uppsala terecht komt. Daar moet hij opnieuw zijn weg zien te vinden.